# Kanton Gap-4
Der Kanton Gap-4 ist seit 2015 ein französischer Wahlkreis im Département Hautes-Alpes in der Region Provence-Alpes-Côte d’Azur. Er umfasst einen Teilbereich der Stadt Gap mit 9580 Einwohnern (Stand: 2022) im gleichnamigen Arrondissement Gap. Durch die landesweite Neuordnung der französischen Kantone wurde er 2015 neu geschaffen.

## Politik
| Vertreter im Departementrat | Vertreter im Departementrat    | Vertreter im Departementrat |
| Amtszeit                    | Namen                          | Partei                      |
| --------------------------- | ------------------------------ | --------------------------- |
| 2015–                       | Roger Didier Bénédicte Ferotin | DVD                         |